# Nothing but the truth (Procol Harum)
Nothing but the truth is een lied geschreven door Keith Reid en Gary Brooker. Zij schreven het voor het album Exotic birds and fruit van Procol Harum. 
Procol Harum wilde na de orkestrale albums Live in Concert With the Edmonton Symphony Orchestra en Grand Hotel weer meer als rockband over het voetlicht te komen. Deze wens werd slechts gedeeltelijk opgevuld want in het nummer is een strijkorkestje te horen. Keith Reid kwam wederom met een tekst die op meerdere manieren uitgelegd kon worden, maar de algemene teneur is ontgoocheling en teleurstelling; aan het eind blijft alleen de waarheid overeind.
Op het album wordt de track voorafgegaan door de zin "Is it on, Tommy?" ingesproken door gitarist Mick Grabham. Het verwijst naar een vorige band met Grabham, die toen ze dachten de opname afgerond te hebben tot de ontdekking kwamen dat de microfoons uitstonden.
Nothing but the truth werd in 1974 uitgegeven als single met Drunk again als B-kant. Drunk again was niet afkomstig van het originele album, maar werd bij sommige cd-edities als bonustrack meegeperst. Alhoewel zowel Elton John als John Peel het een hitwaardig nummer vonden, haalde het nergens de hitparade. In Nederland bracht het nummer het wel tot een notering in de tipparade. Brooker en Reid zagen achteraf dat de muziekwereld veranderd was en dat ook de raadselachtige teksten een hitnotering in de weg stonden. Het stak wel dat ze werden ingehaald door Paper Lace (The night Chicago died) en The Wombles. Overigens zagen beide heren in dat het schrijven van een hit toch wel een toevalstreffer is; veel nummers die als zodanig geschreven worden halen de hitparade niet, andere die daar niet voor geschreven zijn worden grote hits, zoals hun eigen A Whiter Shade of Pale.
Overigens werd de single in een hoes gestoken die geen reclame maakte voor genoemd album.